# Uncothedon pentazona
Uncothedon pentazona is een vlinder uit de familie wespvlinders (Sesiidae), onderfamilie Sesiinae.
Uncothedon pentazona is voor het eerst wetenschappelijk beschreven door Meyrick in 1918. De soort komt voor in het Oriëntaals gebied.